# Feel Like Going Home
Feel Like Going Home è un brano musicale di Charlie Rich. 
Fu riarrangiato e reinterpretato nel 1990 dai Notting Hillbillies, che lo pubblicarono come traccia conclusiva dell'album Missing...Presumed Having a Good Time e come singolo.
Nel 1996 il pezzo venne riproposto anche da Tom Jones durante un proprio concerto, con la partecipazione di Mark Knopfler alla chitarra elettrica.